# Jindřišská (Praha)
Jindřišská ulice v Praze je pozemní komunikace v městské části Novém Městě v Praze, spojující Václavské a Senovážné náměstí. Nazvaná je podle gotického kostela svatého Jindřicha a svaté Kunhuty z poloviny 14. století; zvláštností ulice je, že prochází mezi tímto kostelem a k němu příslušející zvonicí – Jindřišskou věží.
Ulicí je vedena tramvajová trať, která přibližně v polovině přetíná Václavské náměstí a pokračuje Vodičkovou ulicí. Na druhém konci je zaústěna do kolejového trojúhelníka na Senovážném náměstí.

## Historie a názvy
Názvy ulice od založení:

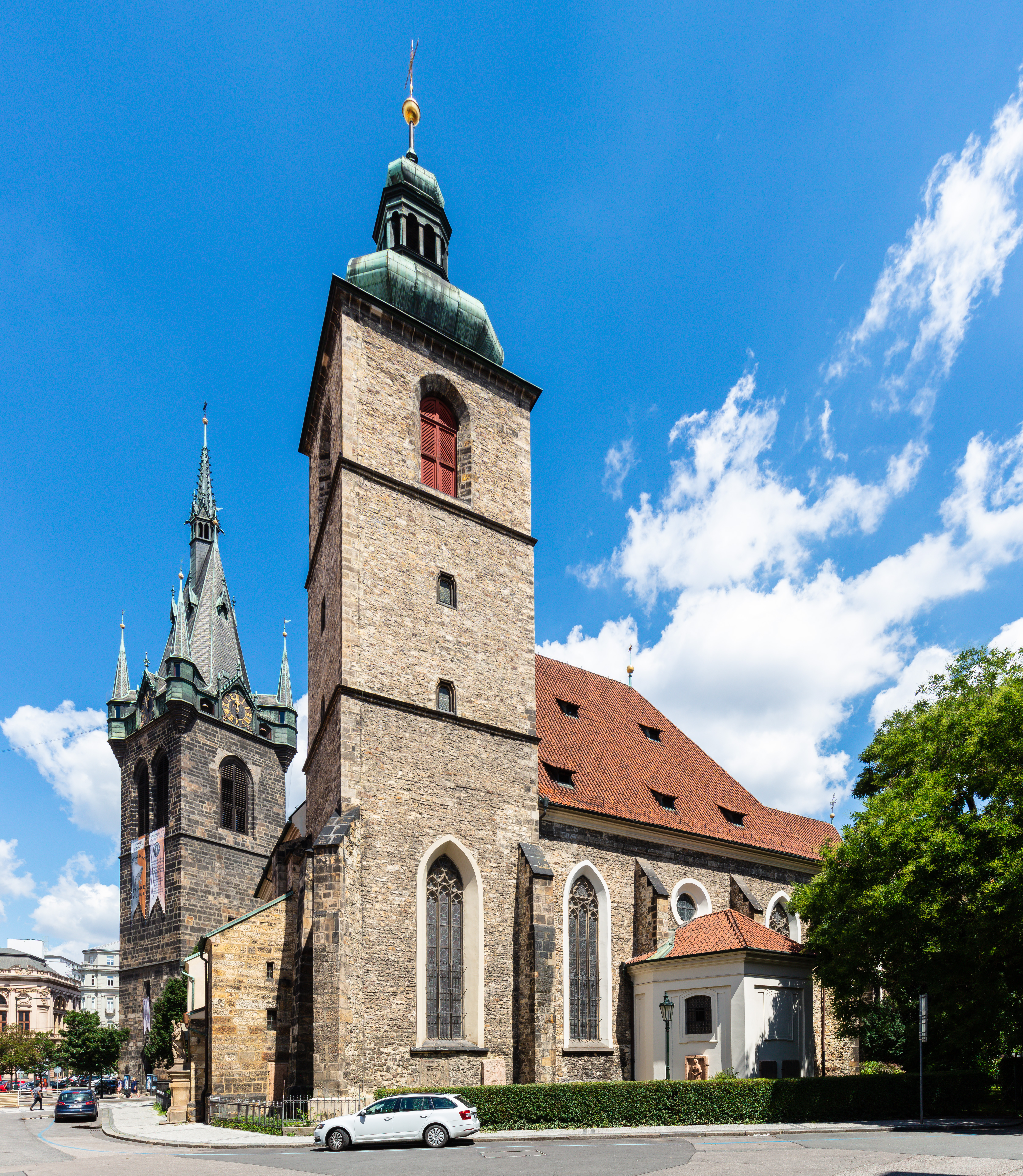
Kostel svatého Jindřicha a svaté Kunhuty, podle nějž je ulice nazvána

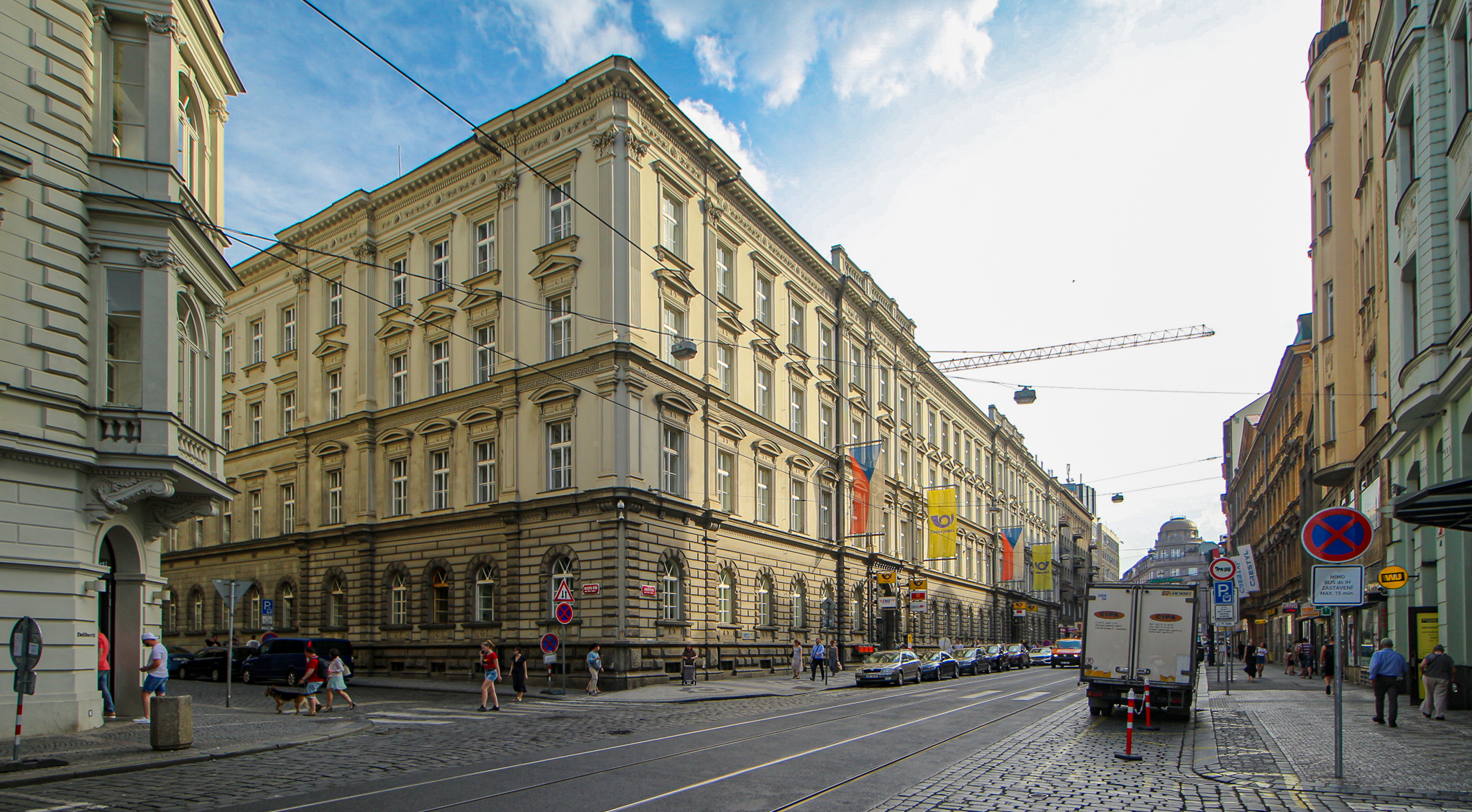
Budova hlavní pošty v Jindřišské ulici

- 14. století – „K svatému Jindřichu“ nebo „K Sennému trhu“
- později – „Na novém dláždění“, na odlišení od Hybernské ulice, kde bylo staré dláždění
- od 18. století – současný název „Jindřišská“.

## Významné budovy a místa
- Palác Generali – Jindřišská 1 a 3, novobarokní palác na rohu s Václavským náměstím, postaven podle návrhu architekta Friedricha Ohmanna z roku 1895
- Jindřišská pasáž – Jindřišská 5, obchodní centrum[2] a čítárna[3]
- Budova hlavní pošty – Jindřišská 14, novorenesanční budova České pošty,[4] původně zde bývala botanická zahrada zvaná Andělská[5] a klášter sester anunciátek celestinek, zrušený v roce 1782
- Jindřišská 16 – budova LEED Gold, původně stavba z počátku 19. století, dnes kancelářské prostory s čerstvým vzduchem z vertikální zahrady s 5 000 květinami[6]
- Harrachovský palác (Goldbergovský dům) – Jindřišská 20, v současnosti Muzeum smyslů, interaktivní expozice s optickými iluzemi atd.[7]
- Restaurace u Jindřišské věže – Jindřišská 26, podnik s víc než stoletou tradicí[8]
- Fara – Jindřišská 973/30
- Kostel svatého Jindřicha a svaté Kunhuty – gotický farní kostel,[9] regotizovaný v roce 1879 podle projektu Josefa Mockera
- Jindřišská 32 – budova Základní školy Vodičkova
- Jindřišská věž – na čísle 33, nejvyšší volně stojící zvonice v Praze (65,7 m)[10][11]
- Jindřišská 36 – čtyřleté a osmileté gymnázium prof. Jana Patočky se všeobecným zaměřením[12]